# اسم توفة
توفة Toufa هو اسم عربي صحراوي يُستخدم بشكل واسع في المجتمعات الصحراوية المغربية. 
يحمل الاسم معنى الكفاية، وهو يُعبر عن الاكتفاء بالشيء والشعور بالكفاية التامة تجاهه. يُعَدُّ اسم توفة رمزًا للبساطة والقناعة ويعكس القيم الأصيلة للمجتمعات الصحراوية التي تقدّر الحياة البسيطة والمتواضعة.
أصل ومعنى الاسم:
- الأصل اللغوي: يعود اسم توفة إلى الجذور العربية.
- المعنى الثقافي: يرتبط الاسم بمعاني الكفاية والاكتفاء، وهو ما يعبر عن الصفات الحميدة التي يتميز بها أهل الصحراء من بساطة وقناعة.

الاستخدام والتاريخ:
- في المجتمع: يُستخدم اسم توفة بشكل خاص في الأوساط العائلية والاجتماعية في المناطق الصحراوية، حيث يُنظر إليه باعتباره اسمًا يحمل معاني إيجابية وجميلة.
- أشخاص بارزون: على مر التاريخ، حمل هذا الاسم عدد من الشخصيات المحلية الذين تركوا بصمات في مجتمعاتهم.

أمثلة على استخدام الاسم:
- في الأدب الشعبي: يظهر اسم توفة في العديد من القصص والحكايات الشعبية في الصحراء المغربية، حيث يرمز إلى الشخص الذي يكتفي بما لديه ويعيش حياة بسيطة.
- في الأمثال: يُستخدم الاسم في بعض الأمثال المحلية التي تعبر عن الكفاية والقناعة.

تقاليد وممارسات مرتبطة بالاسم:
- الاحتفالات العائلية: في بعض العائلات الصحراوية، يُحتفل بالاسم توفة من خلال تنظيم تجمعات عائلية تتضمن سرد القصص والحكايات عن الأجداد والأصول.
- الفنون التقليدية: يُستخدم الاسم في بعض الأغاني والأهازيج التقليدية التي تُغنى في المناسبات الصحراوية، مما يعزز من مكانة الاسم في الذاكرة الجماعية للمجتمع.

طرفة:
في بداية التسعينيات، حينما تم إرسال بعثة المينورسو إلى الصحراء المغربية لتقرير مصير الصحراء، كانوا يقومون باستفتاء يشمل استفسار السكان عن أفكارهم حول الصحراء وعدد أفراد أسرهم. أثناء تسجيل معلومات أحد الأشخاص، سأله المحقق: "هل هؤلاء فقط أبناؤك وأفراد عائلتك؟" فأجاب الرجل: "نعم وتوفة." فسجل المحقق له ابنة أخرى باسم "توفة." ولم يلاحظ الرجل الخطأ إلا بعد مرور وقت طويل، فعاد إلى المحقق وأخبره أنه ليس لديه ابنة باسم "توفة"، بل كان يقصد أن يقول: "نعم، وكفى. الله يجعل البركة."
الخاتمة:
إن اسم توفة يعكس جوانب هامة من التراث الصحراوي المغربي، ويحمل معاني الكفاية والقناعة التي تمثل جزءًا كبيرًا من القيم الثقافية لهذه المجتمعات. من الضروري تعزيز الفهم والاحترام لهذه الأسماء التقليدية، والاحتفاء بالتنوع الثقافي الذي تثريه.